# St. Johannes Baptist (Oberreichenbach)

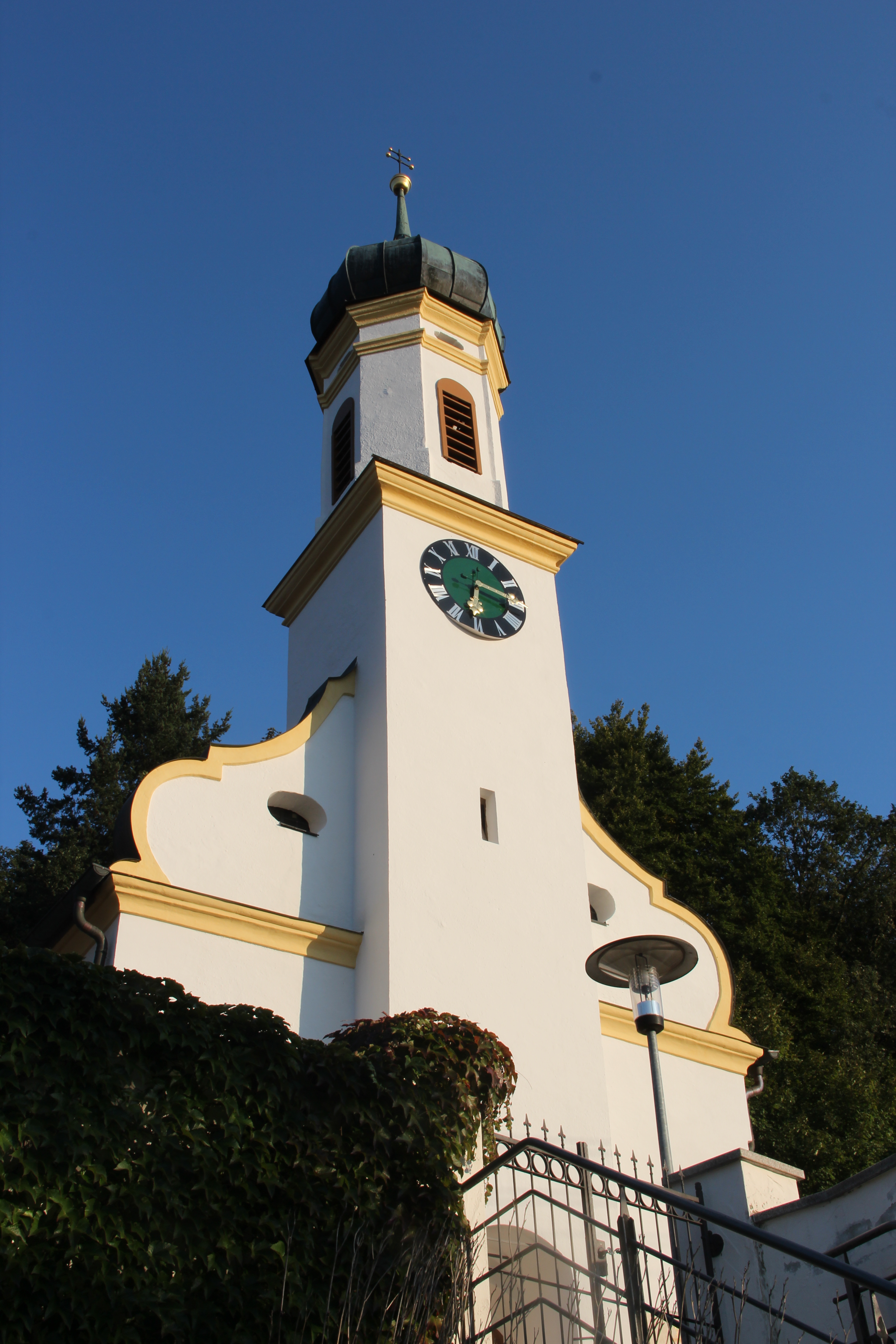
St. Johannes Baptist in Oberreichenbach

Die römisch-katholische Pfarrkirche St. Johannes Baptist steht in Oberreichenbach, einem Stadtteil von Weißenhorn im schwäbischen Landkreis Neu-Ulm in Bayern. Das Bauwerk ist in der Liste der Baudenkmäler in Weißenhorn als Baudenkmal unter der Nr. D-7-75-164-149 eingetragen. Die Kirche gehört zum Dekanat Neu-Ulm des Bistums Augsburg.

## Beschreibung
Die Saalkirche wurde im Kern im letzten Viertel des 15. Jahrhunderts erbaut und 1736 durchgreifend erneuert. Sie besteht aus einem Langhaus, einem eingezogenen, dreiseitig geschlossenen Chor im Osten und einer Sakristei an der Nordwand des Chors. In der Fassade im Westen, die mit einem Schweifgiebel bedeckt ist, steht halb eingestellt der Kirchturm von 1755, dessen oberstes quadratisches Geschoss die Turmuhr, und dessen darauf sitzendes achteckiges den Glockenstuhl beherbergt. Bedeckt ist der Kirchturm mit einer Zwiebelhaube.
Die Innenräume wurden 1736 mit Flachdecken überspannt. Im Chor befinden sich Wandmalereien vom Ende des 15. Jahrhunderts, auf denen die Mater dolorosa zu erkennen ist. Die Fresken an der Decke wurden 1736 eingefügt. Das Altarretabel eines Altars hat 1819 Konrad Huber gestaltet. Auf dem Altarretabel des Hochaltars ist Johannes der Täufer zu sehen. Die Orgel mit sechs Registern, einem Manual und einem Pedal wurde 1901 als Opus 56 von den Gebrüdern Hindelang gebaut.